# Liste der Naturdenkmäler in Straubing
In Straubing gab es im April 2024 insgesamt 11 ausgewiesene Naturdenkmäler.

## Naturdenkmäler
| 1 Linde in Sossau an der Wörther Straße                    | BW | 1 / ND-02088 | Straubing, Gemarkung Hornstorf      | ⊙ |  | 30. Nov. 1989 |
| 1 Eiche 300 m nordöstlich von Eglsee                       | BW | 2 / ND-02156 | Straubing, Gemarkung Ittling        | ⊙ |  | 30. Nov. 1989 |
| Gruppe von 3 Linden in der Klostergasse                    | BW | 3 / ND-02157 | Straubing, Gemarkung Alburg         | ⊙ |  | 30. Nov. 1989 |
| 1 Eiche im Hof Allachstraße 64                             | BW | 4 / ND-02158 | Straubing, Gemarkung Alburg         | ⊙ |  | 30. Nov. 1989 |
| Ulmengehölz in der Gollau                                  | BW | 5 / ND-02089 | Straubing, Gemarkung Unterzeitldorn | ⊙ |  | 30. Nov. 1989 |
| Trauerweiden westlich des Eisstadions                      | BW | 6 / ND-02159 | Straubing                           | ⊙ |  | 30. Nov. 1989 |
| 1 Eiche an der Straße zwischen Ittling und Moosdorf        | BW | 7            | Straubing, Gemarkung Ittling        | ⊙ |  | 30. Nov. 1989 |
| 1 einzelstehende Weide in der freien Flur bei Wimpasing    | BW | 8            | Straubing, Gemarkung Alburg         | ⊙ |  | 30. Nov. 1989 |
| 1 Eiche an der Gabelsbergerstraße 30                       | BW | 9            | Straubing                           | ⊙ |  | 30. Nov. 1989 |
| 2 Linden auf dem Gelände des bischöflichen Studienseminars | BW | 10           | Straubing                           | ⊙ |  | 30. Nov. 1989 |
| 2 Linden am Friedhof St. Michael                           | BW | 11           | Straubing                           | ⊙ |  | 30. Nov. 1989 |
| Legende für Naturdenkmal                                   |    |              |                                     |   |  |               |